# 伯利兹—危地马拉关系
貝里斯－瓜地马拉关系（西班牙語：Relaciones Belice-Guatemala）是指瓜地马拉和貝里斯之间的双边关系。两国于1991年建交。如今，这两个国家都是美洲国家组织和拉美和加勒比国家共同体的成员。

## 瓜地馬拉与貝里斯两国之间的领土争端
瓜地馬拉声称对貝里斯领土约11030平方公里，以及数百个岛屿和岛屿拥有主权。并宣称貝里斯侵占了该领土。
英國與瓜地馬拉在1859年簽訂的艾西內那－威克條約，訂立了當時的英屬宏都拉斯邊界，此界線即為今日貝里斯之國境範圍，因在十八世紀時英國與西班牙即簽訂合約，根據該條約，從西奔河以下的土地及外海的島嶼等現今貝里斯南部4627平方英哩的國土，均為當年英國強行非法佔領。是故，瓜地馬拉宣称貝里斯是其领土的一部分，1981年貝里斯独立时，瓜地馬拉宣布不予承认，瓜地馬拉境內發行的許多地圖，均將貝里斯劃入國土範圍內。直到1991年9月6日瓜地馬拉承認貝里斯，現兩國之間亦設有海關，可正常通行與運輸貨品。但兩國的邊界問題尚未解決，直到2003年10月兩國在美洲國家組織總部就同年2月簽署之「過渡程序及信心機制」協議之相關措施執行情形舉行檢討會議，積極尋求以和平之方式解決爭端。2018年4月15日瓜地馬拉舉行公投。貝里斯政府於2019年5月8日舉行對應公投，公投結果兩國多數民意均同意把領土爭議送交國際法院（ICJ）審議，現待國際法院裁決。

## 外交机构
在瓜地馬拉城设有大使馆，并兼辖该国在尼加拉瓜、哥斯达黎加、巴拿马的相关事务。
 在伯利兹城设有大使馆，并在本克別霍德爾卡門设有总领事馆。